# Al Hoceima (provincie)
Al Hoceima is een provincie in de Marokkaanse regio Tanger-Tétouan-Al Hoceïma.
Al Hoceima telde bij de census van 2014 399.654 inwoners op een oppervlakte van 2.915 km².
Voor 2015 maakte de provincie deel uit van de voormalige regio Taza-Al Hoceima-Taounate. Bij de hervorming van 2015 ging de provincie evenwel over van regio.

## Bestuurlijke indeling
| Name                    | Geographic code | Type          | Households | Population (2014) |
| ----------------------- | --------------- | ------------- | ---------- | ----------------- |
| Al Hoceima              | 051.01.01.      | Municipality  | 11554      | 56.716            |
| Bni Bouayach            | 051.01.03.      | Municipality  | 2956       | 18.271            |
| Imzouren                | 051.01.05.      | Municipality  | 5147       | 33.852            |
| Targuist                | 051.01.07.      | Municipality  | 2219       | 13.390            |
| Bni Boufrah             | 051.03.01.      | Rural commune | 1764       | 9.633             |
| Bni Gmil                | 051.03.03.      | Rural commune | 1313       | 9.513             |
| Bni Gmil Maksouline     | 051.03.05.      | Rural commune | 1324       | 9.593             |
| Senada                  | 051.03.07.      | Rural commune | 1601       | 9.176             |
| Ait Kamara              | 051.05.01.      | Rural commune | 1200       | 7.685             |
| Ait Youssef Ou Ali      | 051.05.03.      | Rural commune |            | 12.673            |
| Arbaa Taourirt          | 051.05.05.      | Rural commune | 1156       | 5.187             |
| Bni Abdallah            | 051.05.07.      | Rural commune | 1263       | 5.983             |
| Bni Hadifa              | 051.05.09.      | Rural commune | 1134       | 5.594             |
| Chakrane                | 051.05.11.      | Rural commune | 1004       | 4.761             |
| Imrabten                | 051.05.13.      | Rural commune | 1731       | 8.715             |
| Izemmouren              | 051.05.15.      | Rural commune | 864        | 5.153             |
| Louta                   | 051.05.17.      | Rural commune | 1035       | 4.428             |
| Nekkour                 | 051.05.19.      | Rural commune | 1919       | 8.963             |
| Rouadi                  | 051.05.21.      | Rural commune | 1467       | 7.131             |
| Tifarouine              | 051.05.23.      | Rural commune | 919        | 4.231             |
| Zaouiat Sidi Abdelkader | 051.05.25.      | Rural commune | 938        | 5.452             |
| Abdelghaya Souahel      | 051.07.01.      | Rural commune | 3337       | 25.817            |
| Bni Ahmed Imoukzan      | 051.07.03.      | Rural commune | 1355       | 9.086             |
| Bni Ammart              | 051.07.05.      | Rural commune | 1261       | 6.654             |
| Bni Bchir               | 051.07.07.      | Rural commune | 851        | 6.527             |
| Bni Bouchibet           | 051.07.09.      | Rural commune | 1285       | 9.032             |
| Bni Bounsar             | 051.07.11.      | Rural commune | 1123       | 7.660             |
| Issaguen                | 051.07.13.      | Rural commune | 2466       | 17.095            |
| Ketama                  | 051.07.15.      | Rural commune | 2444       | 17.351            |
| Moulay Ahmed Cherif     | 051.07.17.      | Rural commune | 1292       | 9.765             |
| Sidi Boutmim            | 051.07.19.      | Rural commune | 1689       | 9.988             |
| Sidi Bouzineb           | 051.07.21.      | Rural commune | 706        | 3.711             |
| Taghzout                | 051.07.23.      | Rural commune | 912        | 5.132             |
| Tamsaout                | 051.07.25.      | Rural commune | 1817       | 13.711            |
| Zarkt                   | 051.07.27.      | Rural commune | 1048       | 6.691             |

Ben Slimane · Khouribga · Settat · El Jadida · Safi · Boulmane · Fez · Moulay Yacoub · Sefrou · Kénitra · Sidi Kacem · Casablanca · Médiouna · Mohammedia · Nouaceur · Assa-Zag · Guelmim · Tan-Tan · Tata · Boujdour · Es-Semara · Lâayoune · Al Haouz · Chichaoua · Essaouira · Kelâat Es-Sraghna · Marrakech · Al Ismaïlia · El Hajeb · Errachidia · Ifrane · Khénifra · Meknès · Berkane · Figuig · Jerada · Driouch · Nador · Oujda-Angad · Taourirt · Aousserd · Oued ed Dahab · Khémisset · Rabat · Salé · Skhirat-Témara · Agadir-Ida-Ou-Tanane · Inezgane-Aït Melloul · Chtouka-Aït Baha · Ouarzazate · Taroudant · Tiznit · Zagora · Azilal · Béni-Mellal · Chefchaouen · Fahs-Bni Mkada · Larache · Tanger-Asilah · Tétouan · Al Hoceima · Taounate · Taza